# Axel Tuanzebe
Axel Tuanzebe (Bunia, 14 de novembro de 1997) é um futebolista congolês que atua como zagueiro. Atualmente, joga pelo Burnley.

## Carreira
Tuanzebe começou a carreira no Manchester United, por onde joga atualmente. Ele atua pelas seleções Sub-19 e Sub-20 da Seleção Inglesa de Futebol.

## Títulos

### Prêmios individuais
- 34º melhor jovem do ano de 2017 (FourFourTwo)[1]